# Stepan Company
Pour les articles homonymes, voir Stepan (homonymie).
Stepan Company (NYSE : SCL) est un fabricant de produits chimiques dont le siège est à Northfield aux États-Unis. La société est fondée en 1932 par Alfred C. Stepan, Jr. et compte environ deux mille employés. La société se décrit comme le plus grand fabricant mondial de surfactant anionique, un produit utilisé pour sa capacité moussante et de nettoyage dans les détergents, shampooings, dentifrices et cosmétiques.

## Extraction de la coca
Le Coca-Cola contient un ingrédient à base de feuille de coca fabriqué par la Stepan Company à Maywood. L'installation, connue sous le nom de Maywood Chemical Works, a été achetée par Stepan en 1959. Environ cent tonnes de feuilles de coca séchées sont importées chaque année. Les feuilles sans cocaïne sont vendues à The Coca-Cola Company pour être utilisées dans les boissons gazeuses, tandis que la cocaïne est vendue à Mallinckrodt, une entreprise pharmaceutique, à des fins médicales.